# Sławomir Rybicki
Sławomir Piotr Rybicki (Gdańsk; 23 de Junho de 1960 — ) é um político da Polónia. Ele foi eleito para a Sejm em 25 de Setembro de 2005 com 12557 votos em 35 no distrito de Olsztyn, candidato pelas listas do partido Platforma Obywatelska.
Ele também foi membro da Sejm 2001-2005.